# Heinrich Möhlmann
Heinrich Wilhelm Möhlmann (* 4. April 1925 in Südlengern; † 24. November 2008 in Bielefeld) war ein deutscher Verwaltungsbeamter, Heimatkundler und Holzliebhaber.

## Leben
Heinrich Möhlmann wurde als Sohn eines Bahnbeamten am 4. April 1925 in Kirchlengern geboren.
1941 begann er eine Lehre als Verwaltungslehrling im Kreisamt Herford. Nachdem er 1943 von der Wehrmacht eingezogen worden war, setzte er nach seiner Rückkehr seine Arbeit am 1. August 1945 fort. 1963 war er Leiter des Haupt- und Personalamtes und als Kreisverwaltungsdirektor Leiter des Dezernates I, wo er „die preußischen Tugenden hoch hielt.“ Er trat am 30. September 1987 in den Ruhestand.
Zwischen 1989 und 2001 war er Kreisheimatpfleger und wurde von der Gemeinde Hiddenhausen 1990 als Ortsbeauftragter für Denkmalpflege eingesetzt. Er schrieb zahlreiche Artikel für die Historischen Jahrbücher des Kreises Herford, verantwortete neun Ausgaben des Kreis Herford und fünf Geschichtsfeste. Des Weiteren wirkte er bei der Gründung des Kommunalarchives der Stadt und des Kreises Herford mit.
Heinrich Möhlmann lehrte am Studieninstitut für kommunale Verwaltung in Bielefeld und war als ehrenamtlicher Richter am Sozialgericht Detmold tätig.
1990 begann er zusammen mit Walter Gralki, Werner Siekmann und Günter Lücking, alte Maschinen und Werkzeuge zur Holzbearbeitung zu sammeln und baute so das Erlebnis-Museum des Holzhandwerks in Hiddenhausen auf.
Am 4. März 1998 wurde Heinrich Möhlmann das Bundesverdienstkreuz am Bande verliehen.